# Parathrausta internervalis
Parathrausta internervalis is een vlinder van de familie van de grasmotten (Crambidae). De wetenschappelijke naam van deze soort is voor het eerst voorgesteld door Michael Seizmair in een publicatie uit 2024.
De soort komt voor in Saudi-Arabië.